# Club de Fútbol Sóller
El Club de Fútbol Sóller es un club de fútbol de Sóller (Mallorca, Islas Baleares, España) fundado en 1954. Juega en la Tercera Federación, Grupo XI, de la Liga española de fútbol, quinta categoría absoluta del fútbol nacional.
Sus orígenes se remontan hasta el año 1923 bajo diversas denominaciones, hasta la fundación del club actual en 1954. Tradicionalmente ha sido el club deportivo más representativo de la Ciudad de Sóller.

## Historia

### Clubes precedentes (1923-54)

#### El Marià Sportiu (1923-26)
El 13 de junio de 1923 se aprobó el Reglamento de la sección deportiva multidisciplinar de la Congregación Mariana de Sóller, dentro de la cual había un equipo de fútbol conocido como Mariá Sportiu. El Reglamento especificaba que el equipo vestiría camiseta a rayas blancas y azules con pantalones y medias negras. Desde el primer momento el fútbol se jugó en el Camp d'en Maiol, inaugurado oficialmente el 24 de agosto de 1923.

#### El Sóller Foot-Ball (1926-35)
En 1926 se fundó la Sociedad Deportiva Sollerense (SDS), independizándose de la Congregación y manteniendo las mismas secciones deportivas, entre ellas el equipo de fútbol que pasó a denominarse Sóller FB (Sóller Foot-Ball). La equipación sustituyó la camiseta blanquiazul por una blanca, pero mantuvo pantalones y medias negras. Inicialmente el conjunto disfrutó de un potencial deportivo y económico importante, llegando a aspirar al ascenso a la primera categoría del Campeonato de Mallorca (su principal rival fue el Athletic FC, antecesor del actual Atlético Baleares). Pero desde 1929 adoptó un carácter amateur, jugando en competiciones oficiales sin las ambiciosas expectativas anteriores.

#### El CD Sóller (1935-49)
El 19 de septiembre de 1935 nació el Club Deportivo Sóller como sociedad independiente al independizarse la sección futbolística (el Sóller FB) de la Sociedad Deportiva Sollerense. Su equipación cambió la camiseta blanca por una azul, manteniendo pantalones y medias negras. En la temporada 1935-36 compitió en la Liga Amateur, la tercera categoría más baja del fútbol mallorquín. Después de la Guerra Civil el Club pudo reorganizarse, e incluso a mediados de los años 40 obtuvo buenos resultados como su proclamación como campeón de Baleares en 1947. Pero el Club acabó desapareciendo en 1949 por las crecientes dificultades que sufría, debido a la escasa afición al fútbol en Sóller de aquellos años y por problemas económicos. 

#### La UD Atlético de Sóller (1949-51)
Cuando el CD Sóller desapareció parte de sus dirigentes intentaron mantener un equipo activo en la Ciudad fundando la Unión Deportiva Atlético de Sóller, pero el Club sobrevivió solamente dos temporadas (1949-51). Incluso durante unos meses, entre 1951 y 1952, no hubo ningún equipo activo en la ciudad.

#### CD Águilas Sóller (1952-54)
En 1952 nació el Club Deportivo Águilas Sóller creado por la Sección juvenil de Acción Católica, para reemprender la actividad futbolística de una manera muy modesta. El equipo vestía camiseta blanca con pantalones y medias negras, evocando los colores del antiguo Sóller FB. Debido la inestabilidad del fútbol sollerense de estos años, entre 1949 y 1954 la participación en competiciones oficiales de equipos sollerense fue casi testimonial y siempre en las categorías más bajas del fútbol balear. 

### El Club de Fútbol Sóller (1954)
El 9 de agosto de 1954 se formó la junta directiva del Club de Fútbol Sóller, nuevo club fundado aprovechando las estructuras deportivas del Águilas y con pretensiones deportivas más ambiciosas. Inició su trayectoria deportiva en la misma temporada 1954-55. El equipo mantuvo la equipación heredada del Águilas (camiseta blanca, pantalones y medias negros), la cual no sufrió modificaciones hasta 1971, cuando la camiseta pasó a ser azul rememorando el antiguo CD Sóller. En 1976 la camiseta recobró su color blanco; pero por primera vez pantalones y medias cambiaron su color negro por el azul. Desde entonces, pantalones y medias han alternado el negro y el azul en numerosas ocasiones.

#### Los primeros años (años 1950-70)
El nuevo club tuvo un inicio fulgurante que le llevó en solo dos temporadas a alcanzar la Tercera División, en la que permaneció cinco temporadas entre 1956 y 1961. Este último año ganó la Copa Uruguay, un título de renombre aquellos años en el fútbol balear. Pero descendió nuevamente, siendo en los años 60 y 70 un asiduo de categorías regionales.

#### Los mejores años (I). A Tercera División (años 1980 y 90)
En la década de los 80 el Club volvió a ser un equipo habitual de la Tercera División (excepto en un breve periodo entre 1982 y 1985). En los años 90 vivió sus mejores momentos, consiguiendo un campeonato de Tercera División (1995-96) y dos terceros puestos (1994-95 y 1996-97).

#### Los mejores años (II). A Segunda División B (1997-98)
Fue durante estos años cuando el Club vivió su mejor época. En 1995 disputó la liguilla de ascenso contra el Pinoso CF, el Águilas CF y el RCD Espanyol B, ascendiendo este último. En 1996 compitió contra el CE Europa, el Águilas CF y el CF Gandia, siendo este último el equipo que logró ascender. Por fin, en 1997 el Club consiguió ascender a Segunda División B después de quedar segundo en la liguilla contra el Cartagonova FC (actual FC Cartagena) y el CD Olímpic de Xàtiva (el campeón, el FC Barcelona C, no pudo ascender por su condición de filial). Desgraciadamente el equipo solo jugó una temporada (1997-98) porque la crisis económica que padecía lo llevó nuevamente a Tercera División, además de sufrir un descenso administrativo a Regional Preferente.

#### Los últimos años. En Tercera y Preferente (2000-)
Después del desastre económico y deportivo, el equipo consiguió rehacerse y en la temporada 1999-2000 recuperó la Tercera División. Pero en esta nueva etapa el equipo mantenía la categoría con muchas dificultades, hasta volver a descender en la temporada 2001-02 a Regional Preferente. Se recuperó la Tercera División al año siguiente, e incluso la temporada 2003-04 concluyó con un meritorio octavo puesto. El mal momento deportivo parecía superado.
Pero en los años siguientes el equipo volvía a ver de cerca el descenso, hasta que en la temporada 2006-07 descendió nuevamente a Regional Preferente. Las temporadas 2007-08 y 2008-09 el equipo se clasificó para jugar las eliminatorias de ascenso (y por muy poco), pero quedó eliminado en primera ronda en ambas ocasiones. En las dos campañas siguientes (2009-10 y 2010-11) el Club empeoró sus resultados e incluso vio cerca la posibilidad de descender a Regional, aunque finalmente salvó la categoría.
La temporada 2011-12, después de una brillante campaña, el equipo consiguió el campeonato de Regional Preferente y el consiguiente ascenso a Tercera División. En la 2012-13, después de un fulgurante inicio que le llevó a ser líder de Tercera durante varias jornadas, encadenó una larga serie de malos resultados que lo llevó nuevamente a categorías regionales. Pero la 2013-14 fue similar a la desarrollada dos años antes; el equipo se hizo con el liderato desde el principio del campeonato hasta proclamarse campeón de Regional Preferente por segunda vez en tres años.
En la temporada 2014-15 el CF Sóller juega en la Tercera División, Grupo 11. En la 15-16 desciende a Regional Preferente y en la 17-18 vuelve ascender y consigue mantener la categoría hasta la temporada actual 21-22

## Clasificaciones en Liga

### Campeonato regional de Mallorca
Clasificaciones de los clubes que precedieron el CF Sóller entre 1923 y 1940: Marià Sportiu, Sóller FB y CD Sóller.
| - 1923-24: (NP) - 1924-25: (NP) - 1925-26: (NP) - 1926-27: 2ª Categoría (2º) (*) | - 1927-28: 1ª Categoría (2º) (**) - 1928-29: 2ª Categoría (4º) - 1929-30: 2ª Categoría (3º) - 1930-31: 2ª Categoría (3º) | - 1931-32: 3ª Categoría (1º) - 1932-33: 2ª Categoría (2º) - 1933-34: 2ª Categoría (3º) - 1934-35: 2ª Categoría (3º) | - 1935-36: 3ª Categoría (2º) - 1936-39: Guerra Civil - 1939-40: 3ª Categoría (3º) |

(*) Aquel año hubo dos campeonatos, uno de la Federación Balear y otro del denominado Bloque de Defensa Balear. El Sóller FB ingresó en este último 

(**) Fruto de la reunificación de los dos campeonatos, el Sóller FB volvió a la segunda categoría

### Competiciones de la RFEF
Clubes que precedieron el CF Sóller: CD Sóller, At. Sóller y CD Águilas.
| - 1940-41: (NP) - 1941-42: 3ª Regional (1º) - 1942-43: 2ª Regional (6º) - 1943-44: 2ª Regional (1º) | - 1944-45: 1ª Regional (4º) - 1945-46: 1ª Regional (2º) - 1946-47: 1ª Regional (1º) (*) - 1947-48: 1ª Regional (5º) | - 1948-49: 1ª Regional (11º) - 1949-50: (NP) - 1950-51: 3ª Regional (8º) - 1951-52: (NP) | - 1952-53: 3ª Regional (3º) - 1953-54: 3ª Regional (6º) |

(*) Renuncia al ascenso a Tercera División por problemas económicos

#### Clasificaciones del CF Sóller
El CF Sóller ha jugado un total de 64 temporadas de liga contando la temporada 2017-18 en las que ha conseguido los resultados siguientes:
| - 1954-55: 1ª Regional (5º) - 1955-56: 1ª Regional (2º) - 1956-57: 3ª División (14º) - 1957-58: 3ª División (14º) - 1958-59: 3ª División (12º) - 1959-60: 3ª División (6º) - 1960-61: 3ª División (15º) - 1961-62: 1ª Regional (2º) - 1962-63: 2ª Regional (1º) - 1963-64: (NP) - 1964-65: 1ª Regional (4º) - 1965-66: 1ª Regional (4º) - 1966-67: 1ª Regional (10º) - 1967-68: 2ª Regional (2º) - 1968-69: 2ª Regional (4º) - 1969-70: 2ª Regional (3º) - 1970-71: 2ª Regional (1º) | - 1971-72: 1ª Regional (5º) - 1972-73: Reg. Preferente (18º) - 1973-74: 1ª Regional (10º) - 1974-75: 1ª Regional (2º) - 1975-76: Reg. Preferente (13º) - 1976-77: Reg. Preferente (8º) - 1977-78: Reg. Preferente (3º) - 1978-79: Reg. Preferente (2º) - 1979-80: 3ª División (14º) - 1980-81: 3ª División (11º) - 1981-82: 3ª División (20º) - 1982-83: Reg. Preferente (18º) - 1983-84: 1ª Regional (1º) - 1984-85: Reg. Preferente (2º) - 1985-86: 3ª División (13º) - 1986-87: 3ª División (19º) - 1987-88: 3ª División (9º) | - 1988-89: 3ª División (14º) - 1989-90: 3ª División (16º) - 1990-91: 3ª División (11º) - 1991-92: 3ª División (8º) - 1992-93: 3ª División (10º) - 1993-94: 3ª División (7º) - 1994-95: 3ª División (3º) - 1995-96: 3ª División (1º) - 1996-97: 3ª División (3º) - 1997-98: 2ª División B (19º) (*) - 1998-99: Reg. Preferente (12º) - 1999-00: Reg. Preferente (1º) - 2000-01: 3ª División (16º) - 2001-02: 3ª División (18º) - 2002-03: Reg. Preferente (1º) - 2003-04: 3ª División (8º) - 2004-05: 3ª División (14º) | - 2005-06: 3ª División (15º) - 2006-07: 3ª División (20º) - 2007-08: Reg. Preferente (7º) - 2008-09: Reg. Preferente (7º) - 2009-10: Reg. Preferente (13º) - 2010-11: Reg. Preferente (16º) - 2011-12: Reg. Preferente (1º) - 2012-13: 3ª División (19º) - 2013-14: Reg. Preferente (1º) - 2014-15: 3ª División (8º) - 2015-16: 3ª División (19º) - 2016-17: Reg. Preferente (17º) - 2017-18: Reg. Preferente (1º) - 2018-19: 3ª División (14º) - 2019-20: 3ª División (11º) - 2020-21: 3ª División (7ª) - 2021-22: 3ª División |

(*) Descenso federativo de Tercera División a Regional Preferente por deudas contraídas con los jugadores
(NP): No participó en competiciones oficiales 

 - Ascenso 

 - Descenso

## Junta directiva[18]
- Presidenta: Miquel Bestard Pérez
- Vicepresidente 1º: Miquel Cladera Moragues
- Vicepresidente 2º: Pep Lluis Mayol Llabrés
- Secretario: Marcos Mayol Llabrés
- Tesorero: Toni Sampol Colom
- Vocal: Nico Jaume Gerlinger
- Vocal: Amador Marcús Marcús
- Vocal: Javi Vázquez Porras
- Vocal: Toni García Cabello

## Uniforme
- Uniforme titular: Camiseta blanca, pantalón azul, medias azules.
- Uniforme alternativo: Camiseta naranja, pantalón negro, medias naranjas.

A lo largo de su historia y de los clubes existentes en Sóller, las equipaciones fueron las siguientes:
| Marià Sportiu 1923-26 | Sóller FB 1926-35 | CD Sóller 1935-49 | At. de Sóller 1949-50 | At. de Sóller 1950-51 | Águilas Sóller 1952-54 |  |

Como CF Sóller:
| 1954-71 | 1971-76 | 1976 (*) | 2008 (*) | 2010 | 2011-15 | 2015 (actual) |  |

(*) Desde 1976 los pantalones han alternado azul y negro en numerosas ocasiones. Las medias casi siempre han sido blancas, excepto algunas temporadas en que fueron del mismo color de los pantalones.

## Estadio
El Club juega sus partidos en el Camp d'en Maiol. Fue inaugurado oficialmente el 24 de agosto de 1923 y ha sido desde entonces el principal terreno de juego de los conjuntos de la ciudad. El campo tiene un aforo para unos 1500 espectadores, con tribuna cubierta y gradas laterales.

## Datos del club

### Temporadas
- Temporadas en Segunda División B (1): 1997-98
- Temporadas en Tercera División (31): 1956-57 a 1960-61, 1979-80 a 1981-82, 1985-86 a 1996-97, 2000-01, 2001-02, 2003-04 a 2006-07, 2012-13, 2014-15, 2015-16, 2018-19, 2019-20, 2020-21 y 2021-22
- Temporadas en Regional Preferente (18): 1972-73, 1975-76 a 1978-79, 1982-83, 1984-85, 1998-99, 1999-2000, 2002-03, 2007-08 a 2011-12, 2013-14, 2016-17 y 2017-18
- Temporadas en categorías regionales (16): 1954-55, 1955-56, 1961-62 a 1971-72, 1973-74, 1974-75 y 1983-84
- Mejor puesto en la liga: 1º (Tercera División, temporada 1995-96)

## Jugadores y cuerpo técnico

### Plantilla y cuerpo técnico 2021-22
- La plantilla y el equipo técnico del primer equipo para la temporada 2021-22:[20]

## Fútbol base

### CF Sóller B
Desde la temporada 2009-10 el Club cuenta con un filial, el Sóller B, que compite en Segunda Regional.
Desde la temporada 2021-22 después de la fusión con la UD Sollerense forman parte del fútbol base:
- Juvenil A: Desde la temporada 2007-08, actualmente milita en Primera Regional Mallorca.
- Juvenil B: Segunda Regional Mallorca
- Cadete: Primera Regional Mallorca
- Infantil A: Primera Regional Mallorca
- Infantil B: Segunda Regional Mallorca
- Alevin A: Preferente Mallorca
- Alevin B: Segunda Regional Mallorca
- Benjamin A: Benjamin Mallorca
- Benjamin B: Benjamin Primer Año Mallorca
- Prebenjamin: Prebenjamin Mallorca

## Palmarés

### Torneos nacionales (CF Sóller)
- Tercera División (1): 1995-96
- Tercer puesto en Tercera División (2): 1994-95 y 1996-97

### Torneos regionales (CF Sóller)
- Regional Preferente (5): 1999-2000, 2002-03, 2011-12, 2013-14 y 2017-18
- Primera Regional (1): 1983-84
- Segunda Regional (2): 1962-63 y 1970-71
- Copa R.F.E.F (Fase Autonómica) (1): 1996-97
- Copa Uruguay (1): 1961
- Subcampeón de Regional Preferente (2): 1978-79 y 1984-85
- Subcampeón de Primera Regional (3): 1955-56, 1961-62 y 1974-75
- Subcampeón de Segunda Regional (1): 1967-68

### Torneos regionales (clubes anteriores al CF Sóller)
- Tercera Categoría del Campeonato de Mallorca (1): 1931-32
- Campeonato de Baleares (1): 1946-47
- Primera Regional (1): 1946-47
- Segunda Regional (1): 1943-44
- Tercera Regional (1): 1941-42
- Subcampeón de Primera Regional (1): 1945-46